# Bagalkot (stad)
Bagalkot is een dorp in het district Bagalkot van de Indiase staat Karnataka. 

## Demografie
Volgens de Indiase volkstelling van 2001 wonen er 91.596 mensen in Bagalkot, waarvan 52% mannelijk en 48% vrouwelijk is. De plaats heeft een alfabetiseringsgraad van 70%. 